# 120 Collins Street
120 Collins Street je 52-nadstropni poslovni nebotičnik v Melbournu v Avstraliji, zgrajen med letoma 1989 in 1991. V njem ima pisarniške prostore več mednarodnih korporacij.
Zgrajen je v postmodernem slogu in po nekaterih podrobnostih, predvsem obliki fasade in osrednji konici, posnema znamenite art deco nebotičnike v New Yorku, kot sta Empire State Building in Chrysler Building. Ob končanju leta 1991 je od bližnjega nebotičnika 101 Collins Street prevzel status najvišje stavbe v Avstraliji (status najvišje prostostoječe zgradbe v državi ima že od leta 1981 Sydney Tower), ki ga je leta 2005 prevzel nebotičnik Q1. Kot najvišjega v Melbourneu ga je leta 2006 presegel Eureka Tower.